# Outlaw Order
Outlaw Order (englisch Gesetzlosen-Orden), häufig 00% geschrieben, ist eine im Jahr 2002 in New Orleans gegründete Crustcore- und Sludge-Band.

## Geschichte
Outlaw Order wurde von Musikern der Sludge-Band EyeHateGod als Nebenprojekt  gegründet. Anlass der Gründung war Jimmy Bowers zunehmendes Engagement in den Projekten des ehemaligen Pantera-Sängers Phil Anselmo. Während Bower für Down und Superjoint Ritual als Schlagzeuger tourte, beschlossen die verbliebenen Musiker zum Ausgleich eine weitere Band zu gründen. Ziel sei auch eine stärker Betonung der Punk- und Crustcore-Einflüsse der Musiker gewesen. Da zum Zeitpunkt der Entscheidung alle beteiligten Musiker im Konflikt mit dem Gesetz standen, Verfahren erwarteten oder auf Bewährung waren, wählten die Musiker Bandname sowie den Titel der ersten EP Legalize Crime (englisch Legalisiert Verbrechen). Legalize Crime erschien 2003 bei Southern Lord. In den folgenden Jahren probte die Band in unbestimmten Abständen und schrieb neues Material, während die Musiker in verschiedenen Hauptbands aktiv waren.
Am 29. August 2005 traf Hurrikan Katrina New Orleans. Die Auswirkungen auf die Stadt und deren Bewohner waren verheerend. So führte der Hurrikan auch bei den Bandmitgliedern zu persönlichen Katastrophen. (Siehe auch: EyeHateGod#Hurrikan Katrina) Im Jahr 2008 fragte Season of Mist neues Material der Band bei den Musikern an und bot eine Veröffentlichung des bisher geschriebenen Materials an. Die Band willigte ein und nahm das Album Dragging Down the Enforcer auf, das noch im gleichen Jahr veröffentlicht wurde. Im Jahr 2010 kündigte Williams Arbeiten an einem neuen Album an, das jedoch nicht erschien. Am 23. August 2013 verstarb Joey LaCaze, nach einer Europatour von EyeHateGod im Alter von 42 Jahren an Atemversagen. Der Fortbestand der Band ist seither ungewiss.

## Stil
Outlaw Order ist eine Konzeptband, die sich dem Themen Kriminalität und Gesetzlosigkeit widmet. Der Musikstil wird häufig mit dem von EyeHateGod verglichen und gelegentlich als EyeHateGod ohne Jimmy Bower bezeichnet. Williams räumt eine Ähnlichkeit mit der Hauptband ein, erläuterte jedoch auch, dass die gespielte Musik seinem Stil entspricht und er als Mitbegründer des Sludge-Genres, jene Musik mache, die ihm besonders liege. Auch Outlaw Order entspräche der Übertragung des Stiles von Black Flag und The Melvins in den Kontext einer Metalband aus New Orleans.
Der Band wird gegenüber üblichen Sludge-Bands ein höheres Tempo und ein aggressiveres Spiel zugeschrieben. Das Gitarrenspiel Pattons wird als besonders einfallsreich bezeichnet, während LaCazes Schlagzeugspiel als temporeich, groovend und emotional beschrieben wird. Derweil wird Williams kehligem Schreigesang ein besonderes Alleinstellungsmerkmal im Genre zugesprochen, welches den Stil der Band besonders auszeichne.

## Diskografie
- 2003: Legalize Crime (EP, Southern Lord)
- 2008: Dragging Down the Enforcer (Album, Season of Mist)